# 24 (televizijska serija)
24 (eng. 24) je američka dramska televizijska serija koju je producirala mreža Fox, a u kojoj je glavnu ulogu ostvario Kiefer Sutherland kao protuteroristički agent Jack Bauer koji radi za izmišljenu agenciju PTP (Protuteroristička postrojba). Svaka sezona serije sastoji se od 24 epizode koje pokrivaju 24 sata u životu agenta Bauera, koristeći stvarno vrijeme kako bi ispričale fabulu. Sa svojim originalnim emitiranjem u SAD-u serija 24 započela je 6. studenog 2001. godine, a sveukupno su snimljene 192 epizode (u osam sezona) - posljednja epizoda emitiranja je 24. svibnja 2010. godine. U Hrvatskoj se serija emitirala na HRT-u u razdoblju od 4. listopada 2002. do 25. travnja 2012. godine. Uz osam sezona, snimljen je i televizijski film 24: Iskupljenje koji je emitiran između šeste i sedme sezone, a u planu je i dugometražni film za kino distribuciju.
Agent Bauer jedini je lik koji se pojavio u svakoj epizodi i sezoni serije. Radnja serije započinje upravo s njim kao zaposlenikom protuterorističke agencije u Los Angelesu u kojoj radi kao visoko-profilirani agent kojem "sredstvo opravdava cilj" bez obzira na moralnost svojih metoda. Kroz seriju većina glavnih zapleta odvija se kao politički triler. U tipičnom zapletu za sezonu serije, Bauer se nalazi u konstantnoj utrci s vremenom kako bi spriječio razne terorističke napade, uključujući atentate na predsjednike, nuklearne, biološke i kemijske prijetnje, Internet napade te razne druge teorije urote koje se dotiču same vlade ili korporativne korupcije.
Premda je dobila hvalospjeve kritičara, serija je također kritizirana zbog učestale upotrebe mučenja koje uglavnom daje pozitivne rezultate te negativnih opisa muslimana. Unatoč tome, serija je osvojila brojne televizijske nagrade kroz svojih 8 sezona trajanja, uključujući i one za najbolju televizijsku dramsku seriju na Zlatnim globusima 2003. te za najbolju televizijsku dramsku seriju na Emmyjima 2006. godine. Nakon što se s prikazivanjem završila osma sezona serije, 24 je postala najduže emitirana špijunska dramska televizijska serija.

## Sadržaj

### Premisa
24 je dramska serija u kojoj je glavnu ulogu ostvario Kiefer Sutherland kao Jack Bauer, a čija se radnja fokusira na izmišljenu protuterorističku postrojbu smještenu u Los Angelesu (PTP) te njihove pokušaje da zaštite Ameriku od terorističkih napada. Gotovo svaka epizoda serije istovremeno prati Bauera, državne službenike i negativce (teroristi). Svaka epizoda traje točno sat vremena te kronološkim redoslijedom opisuje događaje. Kako bi se dodatno naglasio stvaran prolazak vremena, digitalni sat ponekad je vidljiv tijekom trajanja epizode, a učestala je upotreba odvojenih ekrana kako bi se prikazale različite scene čija se radnja odvija na različitim mjestima u istom trenutku.

### Kronologija serije
Prva sezona
- Radnja prve sezone započinje točno u ponoć, na dan kalifornijskih predsjedničkih predizbora. Protuteroristička postrojba (PTP) u kojoj je zaposlen agent Bauer dobiva dojavu da će tijekom dana biti izvršen atentat na predsjedničkog kandidata, senatora Davida Palmera (Dennis Haysbert), a već do kraja prvog sata (Pilot epizoda) Bauerova kćerka Kim (Elisha Cuthbert) bit će oteta. Bauer će se tijekom dana moći osloniti samo na šačicu ljudi koji ga okružuju. U prvom redu tu je njegova supruga, Teri Bauer (Leslie Hope) koja će sama odlučiti otići u potragu za nestalom kćerkom; zatim troje bliskih kolega iz Agencije: bivša ljubavnica Nina Meyers (Sarah Clarke), kolega Tony Almeida (Carlos Bernard) koji se trenutno viđa s Ninom i Bauerov šef George Mason (Xander Berkeley); nadalje tu je i sam predsjednički kandidat Palmer s kojim će Bauer upravo tog dana započeti veliki poslovno-privatni odnos koji će se bazirati na uzajamnom poštovanju, ali koji će se tijekom tog dana suočiti s vlastitim demonima iz prošlosti i činjenicom da njegova žena, Sherry Palmer (Penny Johnson Jerald) previše gura nos gdje joj nije mjesto. Pred agentom Bauerom, kako će i sam reći, najteži je dan njegova života koji će završiti na jedini mogući način: neočekivanim otkrićem i velikom tragedijom.

Druga sezona
- Druga sezona događa se 18 mjeseci nakon završetka prve, s početkom u 8 sati ujutro. David Palmer sada je Predsjednik SAD-a, a Jack Bauer više ne radi za PTP. Međutim, nakon saznanja da Americi prijeti teroristički napad nuklearnom bombom, Bauer se na zamolbu samog predsjednika vraća "u igru" i zajedno sa svojim kolegama Georgeom Masonom i Tonyjem Almeidom pokušava zaustaviti teroriste. Tijekom drugog dana George Mason bit će izložen radioaktivnim tvarima, Tony Almeida shvatit će da je upoznao ženu svog života, Kim Bauer otkrit će da radi u kući monstruoznog zločinca, a Jack Bauer upoznat će Kate Warner (Sarah Wynter) za čiju će se sestru utvrditi da je u dosluhu s teroristima. Povrh svega toga Davidova bivša supruga Sherry vratit će se kako bi, naizgled, pomogla Predsjedniku.

Treća sezona
- Radnjom smještena 3 godine nakon završetka druge sezone (započinje u 13 sati), u trećoj sezoni upoznajemo se s izmijenjenim PTP-om. Vodi ga upravo Jack Bauer koji ima novog partnera, Chasea Edmundsa (James Badge Dale), a u međuvremenu je zbog tajnog zadatka na kojem se nalazio postao ovisnik o heroinu. Njegova kćerka, Kim Bauer (koja ima novog dečka - Chasea) također radi u PTP-u, zajedno s Tonyjem Almeidom, njegovom suprugom Michelle Dessler (Reiko Aylesworth), analitičarkom Chloe O'Brian (Mary Lynn Rajskub), Adamom Kaufmanom (Zachary Quinto), Gaelom Ortegom (Jesse Borrego) i nadređenim Ryanom Chapelleom (Paul Schulze). Zaplet treće sezone vrti se oko mogućnosti da će u Americi biti pušteno opasno biokemijsko oružje; tijekom dana mnogi će novi, ali i stari likovi izgubiti živote, a Predsjednik Palmer nakon tragičnih događaja koji će ga potresti odustat će od kandidature za nove predsjedničke izbore. Budući će se nekoliko likova koji su preživjeli treći dan vratiti u kasnijim sezonama tek u nekolicini epizoda, dolazi se do zaključka da treća sezona označava kraj prve trilogije serije 24.

Četvrta sezona
- Četvrta sezona započinje u 7 sati ujutro, 18 mjeseci nakon dramatičnih završetaka treće sezone. Agent Jack Bauer zaposlen je kod državnog tajnika obrane Jamesa Hellera (William Devane) s čijom se kćerkom, Audrey Raines (Kim Raver), nalazi u romantičnoj vezi. Nakon što su Helleri oteti, Bauer uz pomoć PTP-a kojeg sada vodi Erin Driscoll (Alberta Watson), a u kojem od stare postave radi još jedino Chloe O'Brian, pokušava zautaviti val terorističkih napada koji potresa zemlju. Nakon što na predsjednika Johna Keelera (Geoff Pierson), odnosno njegov Air Force One, bude izvršen atentat, privremene predsjedničke ovlasti preuzima dotadašnji Potpredsjednik Charles Logan (Gregory Itzin) koji uskoro priziva u pomoć bivšeg predsjednika Palmera, a koji već ima iskustva s kriznim situacijama. Upravo na njegovo odobrenje, agent Jack Bauer provalit će u kinesku ambasadu u Los Angelesu što će pokrenuti val nemilosrdnih događaja za Bauera u daljnje dvije sezone.

Peta sezona
- Za razliku od svih dosadašnjih sezona u kojima se tragični događaji zbivaju sredinom ili na samom kraju sezone, peta sezona započinje ubojstvom bivšeg Predsjednika Palmera i Michelle Dessler, supruge Tonyja Almeide s kojom se tijekom četvrte sezone uspio pomiriti. Jacka Bauera svi smatraju mrtvim, osim šačice ljudi koji su odgovorni za njegov nestanak na kraju prethodne sezone (među kojima su bili i ubijeni Predsjednik Palmer i Michelle). Međutim, on će se uskoro morati vratiti na scenu, jer upravo njemu su smještena njihova ubojstva. Predsjednik SAD-a sada je nesigurni Charles Logan koji će voditi svoje vlastite bitke sa svojom nestabilnom suprugom Marthom Logan (Jean Smart), a tijekom petog dana Bauer će se nakon dugo vremena susresti sa svojom kćerkom Kim, izgubiti voljene prijatelje, pokušati zaustaviti teroriste koji napadom na SAD žele zadržati svoje naftne interese u Aziji, ali i sam na kraju upasti u zamku. Peta sezona započinje 18 mjeseci nakon završetka četvrte u 7 sati ujutro.

Šesta sezona
- 20 mjeseci nakon što su ga oteli, Kinezi vraćaju Jacka Bauera u SAD kojeg je Predsjednik Wayne Palmer (D.B. Woodside) odlučio žrtvovati za dobrobit zemlje. Nakon što se Jack uspije spasiti, on skupa s PTP-om (kojeg i dalje vodi Bill Buchanan) pokušava zaustaviti val terorističkih napada na SAD za koje su, čini se, odgovorni ruski i irački teroristi. U cijelu priču, pred kraj sezone, uvući će se i Kinezi koji će se domoći naprave koja bi mogla izazvati rat između SAD-a i Rusije, a Jack Bauer morat će birati između patriotizma i voljenih osoba. Budući da šesta sezona završava njegovim oproštajem od Audrey Raines i da je to posljednja sezona koja je radnjom smještena u Los Angeles, smatra se da ona označava kraj druge trilogije serije.

24: Iskupljenje
- Zbog štrajka scenarista 2008. godine kompletna sedma sezona koja se tada već snimala punom parom otkazana je za godinu dana.[6] Umjesto nje kreatori su odlučili ispuniti jednogodišnju rupu pa su snimili dugometražni televizijski film 24: Iskupljenje (24: Redemption), radnjom smješten u izmišljenu državu Sangala u Africi, četiri godine nakon kraja šeste sezone. Film funkcionira kao prolog u sedmu sezonu serije, a u njemu se Bauer nađe usred državnog udara kojeg predvodi afrički diktator general Benjamin Juma (Tony Todd). U međuvremenu, u SAD-u traje dan inauguracije u kojoj Predsjednica Allison Taylor (Cherry Jones) daje svečanu prisegu. Do kraja filma (koji vremenski traje 2 sata) Bauer će biti primoran vratiti se u SAD.

Sedma sezona
- Vrlo brzo nakon završetka TV filma, u 8 sati ujutro, započinje radnja sedme sezone, smještena u glavni grad Washington. Baš u trenutku kad Jacku Baueru sude zbog zločina počinjenih protiv zatvorenika (u prvom redu mučenje), ugrožena je nacionalna sigurnost cijele države kad se teroristi domognu firewalla koji služi kao osiguranje vladine kompjuterske infrastrukture. Bauer, na zamolbu FBI-a kojeg vodi iznimno sposobni Larry Moss (Jeffrey Nordling), započet će istragu i odmah će doživjeti šok kad shvati da je jedan od ljudi odgovoran za napade njegov bivši prijatelj i kolega kojeg je smatrao mrtvim: Tony Almeida. Međutim, vrlo brzo će se saznati da Almeida zapravo igra dvostruku igru i da skupa s Billom Buchananom i Chloe O'Brian (koji više ne rade u PTP-u, zbog toga što isti više ne postoji) pokušava otkriti korumpiranost vlade i povezanost s afričkim teroristima. Tijekom sedmog dana, njih četvero pokušat će zaustaviti napad na Bijelu kuću, ubojstvo Henryja Taylora (Colm Feore), Predsjedničinog supruga i još jednom spasiti SAD od katastrofe.

Osma sezona
- Radnjom smještena 18 mjeseci nakon prethodne,[7] osma sezona započinje u 16 sati. Jack upravo namjerava napustiti New York i vratiti se u Los Angeles sa svojom kćerkom Kim, njezinim suprugom Stephenom i njihovom kćerkom Teri kada ga dovedu u PTP kako bi razotkrio ruske planove atentata na Predsjednika Omara Hassana (Anil Kapoor) tijekom mirovnih pregovora između njega i Predsjednice SAD-a Taylor. Rusija se brine da će ju potpisivanje takvog sporazuma u potpunosti oslabiti. Sve to dovodi do toga da islamski ekstremisti planiraju detonirati nuklearnu bombu ako im američka vlast ne preda Hassana. Kasnije će Jack krenuti u krvavu odmazdu nakon što izgubi nekoliko voljenih ljudi u uroti za koju je odgovoran bivši Predsjednik Charles Logan, a koju je odobrila Predsjednica Taylor. U posljednjoj epizodi Jack je primoran pobjeći budući ga i domaće i strane vlasti traže zbog svega što je protiv njih učinio.

## Glumci i likovi

### Glavni likovi
Serija 24 iz sezone u sezonu mijenjala je glavnu glumačku postavu, a jedini regularni član iste kroz sve sezone bio je Kiefer Sutherland. On je jedini glumac koji se pojavio u sve 192 epizode serije te u televizijskom filmu 24: Iskupljenje. Glumac Glenn Morshower, koji u seriji tumači ulogu Aarona Piercea, pojavio se u prvih sedam sezona serije.
| Glumac               | Lik              | Broj epizoda | Glavna uloga u sezoni                   | Gostujuća uloga u sezoni |
| -------------------- | ---------------- | ------------ | --------------------------------------- | ------------------------ |
| Kiefer Sutherland    | Jack Bauer       | 192          | 1, 2, 3, 4, 5, 6, 24: Iskupljenje, 7, 8 | -                        |
| Leslie Hope          | Teri Bauer       | 24           | 1                                       | -                        |
| Sarah Clarke         | Nina Myers       | 36           | 1                                       | 2, 3                     |
| Elisha Cuthbert      | Kim Bauer        | 79           | 1, 2, 3                                 | 5, 7, 8                  |
| Dennis Haysbert      | David Palmer     | 80           | 1, 2, 3                                 | 4, 5                     |
| Sarah Wynter         | Kate Warner      | 25           | 2                                       | 3                        |
| Xander Berkeley      | George Mason     | 27           | 2                                       | 1                        |
| Penny Johnson Jerald | Sherry Palmer    | 45           | 2                                       | 1, 3                     |
| Carlos Bernard       | Tony Almeida     | 115          | 2, 3, 5, 7                              | 1, 4                     |
| Reiko Aylesworth     | Michelle Dessler | 62           | 3                                       | 2, 4, 5                  |
| James Badge Dale     | Chase Edmunds    | 24           | 3                                       | -                        |
| Kim Raver            | Audrey Raines    | 52           | 4, 5                                    | 6                        |
| Alberta Watson       | Erin Driscoll    | 12           | 4                                       | -                        |
| Lana Parrilla        | Sarah Gavin      | 12           | 4                                       | 4                        |
| Roger Cross          | Curtis Manning   | 44           | 4, 5                                    | 4, 6                     |
| William Devane       | James Heller     | 20           | 4                                       | 5, 6                     |
| Mary Lynn Rajskub    | Chloe O'Brian    | 125          | 5, 6, 7, 8                              | 3, 4                     |
| Gregory Itzin        | Charles Logan    | 44           | 5                                       | 4, 6, 8                  |
| James Morrison       | Bill Buchanan    | 64           | 5, 6, 7                                 | 4                        |
| Louis Lombardi       | Edgar Stiles     | 37           | 5                                       | 4                        |
| Jean Smart           | Martha Logan     | 24           | 5                                       | 6                        |
| D. B. Woodside       | Wayne Palmer     | 48           | 6                                       | 3, 5                     |
| Peter MacNicol       | Tom Lennox       | 24           | 6                                       | 24: Iskupljenje          |
| Jayne Atkinson       | Karen Hayes      | 30           | 6                                       | 5                        |
| Carlo Rota           | Morris O'Brian   | 29           | 6                                       | 5, 7                     |
| Eric Balfour         | Milo Pressman    | 28           | 6                                       | 1                        |
| Marisol Nichols      | Nadia Yassir     | 24           | 6                                       | -                        |
| Regina King          | Sandra Palmer    | 9            | 6                                       | -                        |
| Cherry Jones         | Allison Taylor   | 43           | 24: Iskupljenje, 7, 8                   | -                        |
| Annie Wersching      | Renee Walker     | 37           | 7, 8                                    | -                        |
| Colm Feore           | Henry Taylor     | 12           | 24: Iskupljenje, 7                      | -                        |
| Bob Gunton           | Ethan Kanin      | 31           | 24: Iskupljenje, 7                      | 6, 8                     |
| Jeffrey Nordling     | Larry Moss       | 19           | 7                                       | -                        |
| Rhys Coiro           | Sean Hillinger   | 10           | 7                                       | -                        |
| Janeane Garofalo     | Janis Gold       | 21           | 7                                       | -                        |
| Anil Kapoor          | Omar Hassan      | 15           | 8                                       | -                        |
| Mykelti Williamson   | Brian Hastings   | 17           | 8                                       | -                        |
| Katee Sackhoff       | Dana Walsh       | 20           | 8                                       | -                        |
| Chris Diamantopoulos | Rob Weiss        | 12           | 8                                       | -                        |
| John Boyd            | Arlo Glass       | 24           | 8                                       | -                        |
| Freddie Prinze, Jr.  | Cole Ortiz       | 24           | 8                                       | -                        |

### Sporedni likovi
U seriji 24 svake sezone nastupio je veliki broj sporednih glumaca. U nastavku se, prema redoslijedu pojavljivanja u seriji, nalazi popis likova koji su se pojavili u seriji u najmanje 8 epizoda.
| Glumac             | Lik                   | Sezone              | Broj epizoda |
| ------------------ | --------------------- | ------------------- | ------------ |
| Karina Arroyave    | Jamey Farrell         | 1                   | 10           |
| Daniel Bess        | Rick Allen            | 1                   | 18           |
| Mia Kirshner       | Mandy                 | 1, 2, 4             | 7            |
| Michael Massee     | Ira Gaines            | 1                   | 12           |
| Vicellous Shannon  | Keith Palmer          | 1, 2                | 13           |
| Glenn Morshower    | Aaron Pierce          | 1, 2, 3, 4, 5, 6, 7 | 49           |
| Jude Ciccolella    | Mike Novick           | 1, 2, 4, 5          | 58           |
| Željko Ivanek      | Andre Drazen          | 1                   | 14           |
| Paul Schulze       | Ryan Chappelle        | 1, 2, 3             | 23           |
| Dennis Hopper      | Victor Drazen         | 1                   | 5            |
| Michelle Forbes    | Lynne Kresge          | 2                   | 18           |
| Phillip Rhys       | Reza Naiyeer          | 2                   | 10           |
| Laura Harris       | Marie Warner          | 2                   | 14           |
| John Terry         | Bob Warner            | 2                   | 12           |
| Daniel Dae Kim     | Tom Baker             | 2, 3                | 11           |
| Lourdes Benedicto  | Carrie Turner         | 2                   | 10           |
| Joaquim de Almeida | Ramon Salazar         | 3                   | 12           |
| Christina Chang    | Sunny Macer           | 3, 7                | 11           |
| Zachary Quinto     | Adam Kaufman          | 3                   | 23           |
| Vincent Laresca    | Hector Salazar        | 3                   | 12           |
| Vanessa Ferlito    | Claudia Hernandez     | 3                   | 11           |
| Jesse Borrego      | Gael Ortega           | 3                   | 14           |
| Geoff Pierson      | John Keeler           | 3, 4                | 19           |
| Paul Blackthorne   | Stephen Saunders      | 3                   | 10           |
| Nestor Serrano     | Navi Araz             | 4                   | 10           |
| Shohreh Aghdashloo | Dina Araz             | 4                   | 12           |
| Jonathan Ahdout    | Behrooz Araz          | 4                   | 12           |
| James Frain        | Paul Raines           | 4                   | 10           |
| Arnold Vosloo      | Habib Marwan          | 4                   | 17           |
| John Allen Nelson  | Walt Cummings         | 4, 5                | 12           |
| Tzi Ma             | Cheng Zhi             | 4, 5, 6             | 12           |
| Sandrine Holt      | Evelyn Martin         | 5                   | 10           |
| Nick Jameson       | Yuri Suvarov          | 5, 6, 8             | 15           |
| Julian Sands       | Vladimir Bierko       | 5                   | 11           |
| Peter Weller       | Christopher Henderson | 5                   | 11           |
| Paul McCrane       | Graem Bauer           | 5, 6                | 8            |
| Stephen Spinella   | Miles Papazian        | 5                   | 10           |
| Adoni Maropis      | Abu Fayed             | 6                   | 15           |
| Rena Sofer         | Marilyn Bauer         | 6                   | 12           |
| Evan Ellingson     | Josh Bauer            | 6                   | 10           |
| James Cromwell     | Phillip Bauer         | 6                   | 8            |
| Powers Boothe      | Noah Daniels          | 6, 24: Iskupljenje  | 14           |
| Kari Matchett      | Lisa Miller           | 6                   | 10           |
| Ricky Schroder     | Mike Doyle            | 6                   | 12           |
| Hakeem Kae-Kazim   | Ike Dubaku            | 24: Iskupljenje, 7  | 9            |
| Jon Voight         | Jonas Hodges          | 24: Iskupljenje, 7  | 10           |
| Frank John Hughes  | Tim Woods             | 7, 8                | 24           |
| Sprague Grayden    | Olivia Taylor         | 7                   | 14           |
| Necar Zadegan      | Dalia Hassan          | 8                   | 20           |
| Nazneen Contractor | Kayla Hassan          | 8                   | 21           |
| TJ Ramini          | Tarin Faroush         | 8                   | 11           |
| Mido Hamada        | Samir Mehran          | 8                   | 10           |

## Produkcija

### Razvoj serije
Ideju za seriju dobio je izvršni producent Joel Surnow koji je želio napraviti televizijsku seriju čija će svaka sezona sadržavati 24 epizode. Svaka epizoda bila bi dugačka jedan sat, a sezona bi se odvijala kroz jedan puni dan. S producentom Robertom Cochranom razgovarao je o takvoj ideji preko telefona, a njegova prvotna reakcija bila je: "Zaboravi, to je najgora ideja koju sam ikad čuo - nikad to neće moći biti snimljeno i previše je teško za odraditi." Sastali su se sljedećeg dana u Los Angelesu kako bi još malo prodiskutirali oko ideje o akcijskoj-špijunskoj seriji koja će koristiti format stvarnog vremena kako bi se stvorile dramaturške tenzije uz konstantnu utrku s vremenom.
Pilot epizodu za seriju 24 odmah je kupio Fox izjavivši da je ideja za seriju jedna od onih koje "format televizije mogu pomaknuti unaprijed, u budućnost." Budžet epizode iznosio je 4 milijuna dolara, a snimana je u ožujku 2001. godine. Set protuterorističke postrojbe PTP u početku se nalazio u uredima sportskog odjela Fox televizije, a nakon što je serija otkupljena i snimanje odobreno izgrađen je u potpunosti. Serija se trebala snimati u Torontu, ali zbog nestalnosti kanadskog vremena za glavnu lokaciju na kraju je ipak izabran Los Angeles.
Kritičari su odlično reagirali na Pilot epizodu, a u početku je odobreno snimanje 13 epizoda. Produkcija je započela u srpnju 2001. godine, a premijerno emitiranje bilo je zakazano za 30. listopada. Međutim, zbog terorističkih napada 11. rujna, premijera je odgođena za 6. studenog. Nakon prve tri epizode, Fox je dao zeleno svjetlo za snimanje preostalih 11 epizoda, a nakon što je Kiefer Sutherland osvojio nagradu Zlatni globus u kategoriji najboljeg televizijskog dramskog glumca, Fox je odobrio snimanje ostatka sezone.

### Dizajn serije
Premda nije prva koja je to napravila, serija 24 prihvatila je koncept odvijanja radnje u realnom vremenu. Na tu ideju došao je producent i kreator Joel Surnow koji je želio napraviti "24 epizode po sezoni serije od kojih će svaka trajati sat vremena". Naknadno je odlučeno da ideja o stvarnom vremenu mora prikazati seriju kao "utrku s vremenom". Radnja svake epizode traje punih sat vremena, a u to se vrijeme uključuju i televizijske reklame koje se prikazuju po četiri puta kroz svaku epizodu. Točno vrijeme odvijanja radnje na početku i kraju svakog čina epizode prikazuje digitalni sat. Svakodnevni događaji, poput putovanja, ponekad se događaju u vremenu dok se na televiziji prikazuju reklame pa isti često ostaju neviđeni u seriji. Vrijeme odvijanja priče u korelaciji je s proteklim vremenom koje je predviđeno za reklame. Zbog toga što se kompletna radnja odvija u stvarnom vremenu, serija 24 nikada ne koristi tehniku usporenih snimaka. Također, serija nikad nije koristila tzv. flashbackove osim u jednoj epizodi - finalu prve sezone. Ako bi se serija gledala u kontinuitetu bez reklama, svaka sezona bi trajala otprilike 17 sati.
Još jedna od ideja je bila upotreba odvojenih malih ekrana koja je proizašla iz činjenice da se tijekom serije obavljaju mnogi telefonski razgovori koji su, zbog elementa proteka stvarnog vremena, korišteni kako bi se paralelno pratile priče različitih likova i kako bi se gledatelju pomoglo da shvati vezu između istih. Producenti su odlučili koristiti odvojene ekrane kako bi publici dali do znanja na što točno moraju obratiti pozornost budući manji podzapleti sezona uglavnom nemaju pretjerane veze s onim glavnim. Ideja o upotrebi malih ekrana (kao kutija) došla je kasnije što je samo snimanje učinilo lakšim, budući su se kadrovi mogli odrezati ili preobličiti unutar same kutije. Ideja o odvojenim ekranima kao umjetničkoj formi došla je upravo od tamo.
Jedan od glavnih koncepata koji se koristio u seriji je bio digitalni sat. Ta ideja također je došla od Joela Surnowa koji je želio da publika uvijek zna koliko je točno sati. Tu stvar riješili su na način da se digitalni sat tu i tamo pojavljuje unutar same epizode (prije odmora za reklame). Vrijeme koje taj sat pokazuje označava protek vremena u izmišljenom svijetu serije 24. Kada se pokazuje digitalni sat na kraju svakog čina ili same epizode, uvijek ga prati zvuk otkucavanja kojeg jasno čujemo. Međutim, u slučajevima smrti glavnih likova ili određenih kataklizmičnih događaja, digitalni sat otkucava bez zvuka. Među obožavateljima serije ti trenuci poznati su kao "tihi sat" (silent clock).

### Lokacije snimanja
Radnja prvih šest sezona serije uglavnom se odvija u Los Angelesu i obližnjim mjestima u Kaliforniji gdje je serija i snimana. Serija je snimana i na drugim lokacijama, kao npr. Washington (dijelovi četvrte, šeste i sedme sezone). Radnja osme sezone odvija se u New Yorku, a televizijski film 24: Iskupljenje sniman je u Južnoj Africi.
Glavno mjesto radnje u većini serije je izmišljena Protuteroristička postrojba (PTP). Njezini uredi sastoje se od dva glavna odjela: operacije na terenu koji uključuje suočavanje s osumnjičenicima i njihovo uhićenje, te odjel komunikacije koji je odgovoran za prikupljanje podataka i pomoći ekipi na terenima. Uredi PTP-a nalaze se u nekoliko gradova u SAD-u. Premda je PTP izmišljena agencija za potrebe serije, nekoliko stvarnih agencija se pojavljuje i spominje tijekom serije poput Interpola, FBI-a i CIA-e.
U početku se set PTP-a nalazio u uredima sportskog programa televizije Fox, a kasnije je izgrađen u staroj tvornici olovaka u Chatsworthu. Isti set koristio se za prve tri sezone serije, ali je ponovno redizajniran za potrebe četvrte sezone te još jednom kasnije za potrebe osme sezone serije. Ostali setovi također su napravljeni upravo tamo, poput Predsjedničkog skrovišta u petoj i šestoj sezoni ili bunkera Bijele Kuće u šestoj sezoni.

### Završetak emitiranja
Dana 26. ožujka 2010. godine, televizijska mreža Fox izdala je službeno priopćenje u kojem objašnjava da će osma sezona biti posljednja sezona serije. Glumac Kiefer Sutherland povodom toga dao je službenu izjavu:
Izvršni producent i voditelj serije Howard Gordon također je bio dijelom ove odluke. Izjavio je:
Peter Rice, voditelj zabavnog programa na televiziji Fox izjavio je: "Serija 24 je puno više od obične televizijske serije - u potpunosti je redefinirala dramski žanr i stvorila jednu od najcjenjenijih akcijskih ikona u televizijskoj povijesti." Kevin Reilly, predsjednik zabavnog programa u Fox Broadcasting Company nadodao je: "Izuzetno smo ponosi na ovu inovativnu seriju i zauvijek ćemo biti zahvalni Kieferu, producentima, glumcima i ostatku ekipe za sve što su napravili tijekom ovih godina. Ovo je zbilja bilo fantastičnih i nezaboravnih osam dana."
Posljednja epizoda serije 24 u SAD-u emitirana je 24. svibnja 2010. godine, a u Hrvatskoj 25. travnja 2012. godine.

### Povezanost s drugim projektima
Netom prije nego što su započeli raditi na seriji 24, njezini kreatori Joel Surnow i Robert Cochran bili su izvršni producenti akcijske serije La Femme Nikita tijekom njezinog cjelokupnog petogodišnjeg emitiranja u SAD-u. Obje serije bave se protuterorističkim operacijama, a glavni likovi obaju serija često su stavljeni u situacije gdje moraju odabrati tragične izbore kako bi ostvarili veće dobro. Postoje brojne poveznice na ekranu, ali i iza njega između ove dvije serije. Nekoliko glumaca iz serije La Femme Nikita pojavljuju se u sličnim ulogama u 24, a nekoliko zapleta iz Nikite prerađeno je za 24. Također, mnogo kreativnog osoblja iz Nikite radilo je u nekom trenutku za seriju 24.
Kao i u filmu Air Force One iz 1997. godine, serija 24 koristila je osobni Predsjednički avion (Air Force One). Veliki jumbo-jet korišten je u drugoj i četvrtoj sezoni serije. Air Force Two (koji nosi Potpredsjednika, ali ne i Predsjednika) korišten je u šestoj sezoni. Nekoliko glumaca koji su glumili u seriji 24 također su glumili i u filmu Air Force One: Xander Berkeley, Glenn Morshower, Wendy Crewson, Timothy Carhart, Jürgen Prochnow, Tom Everett i Spencer Garrett. 25. amandman koji objašnjava nasljeđivanje mjesta Predsjednika i utemeljuje proceduru oko popunjavanja praznog mjesta u uredu Potpredsjednika te odgovara na nemogućnost samog Predsjednika da obavlja svoje dužnosti također je zajednička tema koju dijele film i serija. Serija 24 koristila je isti set za snimanje scena u Predsjedničkom avionu kao i jedna druga televizijska serija - Zapadno krilo.

### Dugometražni film
Dugometražna filmska adaptacija serije 24 originalno je planirana u razdoblju kada se stvorila velika pauza između šeste i sedme sezone serije. Kreatori serije Joel Surnow i Robert Cochran planirali su napisati scenarij, a voditelj produkcije Howard Gordon priču filma. Snimanje filma trebalo je biti obavljeno u Londonu, Pragu i Maroku. Međutim, planovi za dugometražni film kasnije su stavljeni na čekanje. Glavni glumac Kiefer Sutherland to je objasnio u izjavi: "Nemoguće je tražiti od scenarista da rade na seriji te da istovremeno smišljaju fantastičnu priču za dugometražni film u pauzi između sezona."
Kasnije je odlučeno da će rad na filmu započeti nakon završetka osme i posljednje sezone serije. Radnja filma trebala je biti smještena u Europi gdje je i sam film trebao biti sniman. Joel Surnow, Robert Cochran, Howard Gordon i Kiefer Sutherland trebali su biti izvršni producenti filma, a Billy Ray je namjeravao napisati scenarij. Snimanje dugometražnog filma planirano je za kasnu 2010. i ranu 2011. godinu.
U travnju 2010. godine, Kiefer Sutherland je izjavio u intervjuu kojeg je dao na dodjeli nagrada BAFTA u Londonu da je scenarij završen i da će ga započeti čitati odmah nakon što se vrati u SAD. Također je izjavio da će film trajati dva sata, a obuhvaćat će radnju koja će se odvijati unutar 24 sata. Sutherland je opisao filmsku produkciju kao vrlo "uzbudljivu" zato što "će to biti dvosatni film u kojem ćemo gledati radnju koja traje puna 24 sata pa samim time nećemo biti ograničeni aspektom realnog vremena kao što je to bio slučaj u seriji." U studenom iste godine izvršni producent Howard Gordon otkrio je da je "rad u tijeku" te da televizijska mreža Fox čita scenarij, ali da samo snimanje filma još uvijek nije odobreno. U prosincu iste godine Gordon je otkrio da je Fox odbio scenarij Billyja Raya izjavivši: "Nije bio dovoljno jak i neodoljiv." Premda Gordon više nije povezan s projektom, tvrdi da redatelj Tony Scott ima ideju za film o kojoj će porazgovarati sa Sutherlandom. Izvršni producent Brian Grazer na svom Tweeter profilu u travnju 2011. godine napisao je da se film planira za 2012. godinu. Tijekom 2011. godine bivši voditelj produkcije Howard Grodon izjavio je da su "razgovori definitivno u tijeku" oko filma te da trenutno traže pravi scenarij prije nego što krenu u daljnju produkciju. U rujnu iste godine Sutherland je dao naznake da je scenarij gotovo završen. Nakon malih izmjena scenarija od strane Marka Bombacka, početak snimanja filma najavljen je za proljeće 2012. godine, nakon što Sutherland u travnju postane dostupan. Međutim, u ožujku kompanija 20th Century Fox stopirala je produkciju prije nego što je snimanje otpočelo. Kao glavni razlozi stopiranja produkcije navedeni su neriješena pitanja oko budžeta te izrazito kratko dostupno vrijeme glumca Sutherlanda za snimanje filma.

### Ostali mediji
Tijekom godina stvoren je značajan broj dodatnih medija koji imaju veze sa serijom, uključujući i spin-off serije distribuirane na Internetu pod nazivom The Rookie i 24: Conspiracy, kao i videoigru. Ostali mediji uključuju akcijske figurice nekih od najznačajnijih likova serije, soundtrackove iz serije i videoigre te nekoliko knjiga koje opisuju događaje koji nisu prikazani u seriji. Uz sve to, napisano je i nekoliko novela direktno povezanih sa serijom te također i nekoliko knjiga koje sadržavaju informacije o tome kako je serija kreirana i snimana.

## Reakcije na seriju

### Kritike
Tijekom svog cjelokupnog prikazivanja, seriju 24 kritičari su često nazivali jednom od najboljih serija na televiziji. Najviše hvaljena bila je peta sezona serije, dobivši uglavnom stopostotne pozitivne ocjene kritičara, a posljednje tri sezone također su bile više hvaljene nego kritizirane. Serija je jednoglasno proglašena izrazito inovativnom, a časopis Time napisao je da "serija 24 uzima trend pričanja priče na način koji je započeo još 80-ih godina prošlog stoljeća sa serijama Hill Street Blues i Wiseguy, a koji je nastavljen sa serijama Zapadno krilo i Obitelj Soprano te ga odvodi na novi nivo", a jedan drugi kritičar istaknuo je da osjeća da "nikad nije postojala slična serija kao što je 24". Sama produkcija i kvaliteta serije često su prozivane izrazito filmičnim i boljim od većine holivudske produkcije. Serija je uspoređivana sa starim kultnim filmskim serijalima, poput The Perils of Pauline.
Kvaliteta glumačkih performansi posebno je hvaljena od strane kritičara. Robert Bianco iz USA Today opisao je Kiefera Sutherlanda kao najnužniju kariku za seriju te da upravo on "odlično glumi". "Zapovjednička" performansa Dennisa Haysberta kao Predsjednika Davida Palmera također je hvaljena od strane kritičara, a neki su vjerovali da je upravo njegov lik pomogao kampanji Baracka Obame. David Leonhart iz New York Timesa hvalio je Gregoryja Itzina koji u seriji glumi Predsjednika Charlesa Logana, uspoređujući njegov lik s bivšim Predsjednikom SAD-a Richardom Nixonom. The New York Times okarakterizirao je Loganovu administraciju kao "projekciju naših najvećih strahova o vladi". Jednako hvaljena bila je i performansa glumice Jean Smart (glumi Loganovu suprugu Marthu) u petoj sezoni. Prva scena u kojoj vidimo njezin lik (u kojem, nezadovoljna izgledom svoje frizure, gura glavu u umivaonik pun vode) proglašena je "najupečatljivijim debijem nekog lika u povijesti serije 24".
Kritičari su često bili razočarani s određenim podzapletima kroz sezone koje su smatrali lošima, kao što su amnezija Teri Bauer u prvoj sezoni, priča Kim Bauer u drugoj te priča Dane Walsh u osmoj sezoni. Kasnije sezone bile su kritizirane zbog sve neobičnijih i ponavljajućih zapleta te smrti ključnih likova. Finale prve sezone mnogi kritičari proglasili su jednom od najboljih epizoda kompletne serije, a često je prozivano i jednim od najboljih finala bilo koje televizijske serije svih vremena. Smrt jednog od glavnih likova u tom finalu od strane TV Guidea proglašeno je kao druga najšokantnija smrt nekog lika u povijesti televizije.
Već do sredine emitiranja serije, 24 je dobila izrazito velike količine negativnih kritika na račun učestalog mučenja, kao i negativnog portreta Muslimana. Učestala upotreba vremenski ograničenih bombi u zapletima te prikazivanje glavnog lika Jacka Bauera kao nekoga kome je mučenje sasvim normalna stvar (a uz to efektna i prihvatljiva) kritizirani su od strane aktivista za ljudska prava, vojnih lica i stručnjaka za ispitivanje koji su izražavali svoju zabrinutost da će mladi američki vojnici započeti imitirati tehnike koje serija prikazuje. Upravo zbog te zabrinutosti održan je sastanak između pripadnika američke vojske i kreatora serije. Djelomično zbog tog sastanka te molbe vojske da kreatori serije smanje scene mučenja (navodno se već vidio određeni utjecaj istih na prave vojnike) u kasnijim sezonama scene mučenja više nisu bile toliko česte i agresivne.
O problemu mučenja u seriji izjasnio se i bivši američki predsjednik Bill Clinton koji je izjavio da ne smatra da u američkoj politici postoji mjesto mučenju, ali da "ako ste Jack Bauer, onda ćete napraviti sve što možete i biti spremni na posljedice." Sudac Vrhovnog suda Antonin Scalia, tijekom diskusije o terorizmu, mučenju i zakonima uvrijedio se na opasku kanadskog suca o tome da Kanada ne bi uzela u obzir Bauerovo mišljenje o politici. Navodno je stao u obranu Bauera, argumentirajući da pripadnici zakona ponekad trebaju fleksibilnost kada su suočeni s velikom krizom te da niti jedna porota na svijetu ne bi osudila Bauera u takvim situacijama.
Učestala upotreba mučenja te negativni portreti Muslimana utjecali su na donošenje odluke o glumi u seriji određenih glumaca. Janeane Garofalo, koja je u seriji glumila lik Janis Gold, u početku je odbila ulogu zbog načina na koji se u seriji prikazivalo mučenje, ali kasnije ju je ipak prihvatila istaknuvši: "Trenutačna nezaposlenost i laskanje da netko želi raditi sa mnom nadvladali su moj stav." Glumica Shohreh Aghdashloo, koja je u seriji glumila Dinu Araz, u početku je imala velike rezervacije oko prihvaćanja uloge budući je u početku mislila da će ju uloga muslimanske teroristice odvojiti od ljudi koji ju podupiru kao aktivisticu (mnogo godina upravo se ona u Iranu borila za ženska prava te protiv stereotipa američkih Muslimana). Međutim, ipak je na kraju prihvatila ulogu kada je shvatila da će ljudi bez problema moći razlikovati fikciju od stvarnosti te da se ovdje radi samo o televizijskoj seriji i ničemu više.
Nakon što je serija završila s emitiranjem, Los Angeles Times okarakterizirao ju je kao "epsku pjesmu s Jackom Bauerom u ulozi Odiseja ili Beowulfa. Što znači da se morao boriti s čudovištima, a ne nužno dobrim ljudima koji su donijeli neke loše životne odluke." Kritičar je također istaknuo da negativac Charles Logan sadržava sve ono "protiv čega su se Jack i serija 24 borili toliko dugo vremena: političku korupciju i kukavičluk, narcisoidnost i megalomaniju, nemilosrdnost i glupoću." Jedan kritičar iz BuddyTV napisao je: "Pamtit ću ostavštinu serije 24 kao akcijsku dramu koja je redefinirala televiziju i usput nam donijela mnoge šokantne obrate od kojih je najveći od svih bio utjecaj serije na američku međunarodnu politiku." New York Times je napisao: "Serija 24 nastavit će živjeti, vjerojatno kao dugometražni film, a zasigurno u učionicama i udžbenicima. Serija je oživjela američki politički diskurs na način kako je to malo njih uspjelo." Za prvih deset godina postojanja web stranice IMDb.com Pro (2002. – 2012.) serija 24 je postavljena na šesto mjesto najbolje ocijenjenih televizijskih serija ikada.

### Gledanost
Gledanost po sezonama temeljena je na ukupnom broju gledatelja po svakoj epizodi serije 24 od strane televizijske mreže Fox. Većina američkih televizijskih sezona započinje sredinom mjeseca rujna i završava krajem svibnja sljedeće godine. Tako je bilo i s prve tri sezone serije 24, a od četvrte sezone serija se započela emitirati u siječnju i bez prestanka se prikazivala sve do svibnja.
| Sezona          | Sezona        | Broj epizoda | Vrijeme emitiranja | Premijera sezone    | Finale sezone      | Rang | Gledatelji (u milijunima) |
| --------------- | ------------- | ------------ | ------------------ | ------------------- | ------------------ | ---- | ------------------------- |
| Prva sezona     | 2001. – 2002. | 24           | utorak, 21:00      | 6. studenog 2001.   | 21. svibnja 2002.  | #76  | 8,60                      |
| Druga sezona    | 2002. – 2003. | 24           | utorak, 21:00      | 29. listopada 2002. | 20. svibnja 2003.  | #36  | 11,73                     |
| Treća sezona    | 2003. – 2004. | 24           | utorak, 21:00      | 28. listopada 2003. | 25. svibnja 2004.  | #42  | 10,30                     |
| Četvrta sezona  | 2005.         | 24           | ponedjeljak, 21:00 | 9. siječnja 2005.   | 23. svibnja 2005.  | #29  | 11,90                     |
| Peta sezona     | 2006.         | 24           | ponedjeljak, 21:00 | 15. siječnja 2006.  | 25. svibnja 2006.  | #24  | 13,78                     |
| Šesta sezona    | 2007.         | 24           | ponedjeljak, 21:00 | 14. siječnja 2007.  | 21. svibnja 2007.  | #27  | 13,00                     |
| 24: Iskupljenje | 2008.         | 2 (TV film)  | nedjelja, 20:00    | 23. studenog 2008.  | 23. studenog 2008. | #17  | 12,12                     |
| Sedma sezona    | 2009.         | 24           | ponedjeljak, 21:00 | 11. siječnja 2009.  | 18. svibnja 2009.  | #20  | 12,62                     |
| Osma sezona     | 2010.         | 24           | ponedjeljak, 21:00 | 17. siječnja 2010.  | 24. svibnja 2010.  | #39  | 9,31                      |

#### Emitiranje u Hrvatskoj
Televizijska prava na emitiranje serije u Hrvatskoj otkupio je HRT. Serija 24 u Hrvatskoj se prikazivala punih 10 godina, u razdoblju od 4. listopada 2002. godine do 25. travnja 2012. godine. Prva sezona jedina je koja se prikazivala jedanput tjedno (petkom); sve ostale poslije prikazivane su radnim danima od ponedjeljka do četvrtka u razdoblju od šest tjedana. Razdoblje prikazivanja serije na HRT-u:
- Prva sezona (4. listopada 2002. – 14. ožujka 2003.)
- Druga sezona (29. rujna 2003. – 7. studenog 2003.)
- Treća sezona (22. studenog 2004. – 30. prosinca 2004.)
- Četvrta sezona (9. studenog 2005. – 20. prosinca 2005.)
- Peta sezona (4. ožujka 2007. – 9. travnja 2007.)
- Šesta sezona (8. rujna 2008. – 9. listopada 2008.)
- 24: Iskupljenje (20. i 21. rujna 2010.) (televizijski film prikazan u dva nastavka)
- Sedma sezona (22. rujna 2010. – 2. studenog 2010.)
- Osma sezona (7. veljače 2012. – 25. travnja 2012.)

### Nagrade i nominacije
Serija 24 nominirana je i osvojila je brojne televizijske nagrade uključujući Emmy, Zlatni globus i nagradu Ceha televizijskih glumaca. To je jedina televizijska serija u povijesti (pored Newyorških plavaca i Zapadnog krila) koja je uspjela osvojiti nagrade Emmy, Zlatni globus i Satellite u kategoriji dramske serije.
Serija 24 kroz godine svog postojanja nominirana je u glumačkim, redateljskim, scenarističkim, montažerskim, zvučnim i glazbenim kategorijama. Američki filmski institut 2005. godine proglasio je seriju 24 jednom od 10 najboljih televizijskih programa te godine.
Sveukupno je serija primila 68 nominacija za prestižnu televizijsku nagradu Emmy od kojih je odnijela 20 pobjeda. U kategoriji najbolje dramske serije za Emmyje serija je nominirana 2002., 2003., 2004., 2005., a nagradu je osvojila 2006. godine. Kiefer Sutherland nominiran je za najboljeg dramskog glumca 2002., 2003., 2004., 2005., 2007. i 2009. (za televizijski film 24: Iskupljenje), a nagradu je osvojio 2006. godine. Kreatori Joel Surnow i Robert Cochran osvojili su nagradu Emmy u kategoriji najboljeg scenarija za dramsku seriju 2002. godine (za Pilot epizodu). Kompozitor Sean Callery dobio je sveukupno devet nominacija za originalnu glazbu što znači da je nominiran za svaku sezonu serije i za televizijski film 24: Iskupljenje. Nagradu je osvojio 2003., 2006. i 2010. godine.
Peta sezona serije najuspješnija je kada su nagrade u pitanju; dobila je 12 nominacija za Emmy, a osvojila 5 nagrada uključujući i one za najbolju dramsku seriju te najboljeg dramskog glumca (nakon što je Sutherland za svaku sezonu prije bio nominiran). Jon Cassar također je osvojio nagradu Emmy te godine i to u kategoriji najboljeg redatelja dramske serije (za epizodu 7 a.m. - 8 a.m.) dok su Gregory Itzin i Jean Smart bili nominirani u kategorijama najbolje sporedne muške odnosno sporedne ženske uloge. Godine 2009. Cherry Jones osvojila je nagradu Emmy u kategoriji najbolje ženske sporedne glumice u dramskoj seriji.
Sveukupno je serija 24 dobila 12 nominacija za Zlatne globuse, a pobijedila je dva puta. U kategoriji najbolje dramske serije nominirana je 2001., 2002., 2004. i 2006., a pobijedila je 2003. godine. Kiefer Sutherland nominiran je za Zlatni globus 2002., 2003., 2005., 2006. i 2008. (za televizijski film 24: Iskupljenje), a nagradu je osvojio 2001. godine. Dennis Haysbert nominiran je u kategoriji najboljeg sporednog glumca 2002. godine.
Serija je primila deset nominacija od Ceha televizijskih glumaca, a pobijedila četiri puta. Nominirana je u kategoriji najboljeg glumačkog ansambla u dramskoj seriji 2003., 2005. i 2007. godine. Kiefer Sutherland nominiran je 2003., 2004., 2005., 2006. i 2007., a nagrade je osvojio 2004. i 2006. godine. Magazin Empire je 2008. godine seriju 24 stavio na šesto mjesto najboljih televizijskih serija svih vremena.

## DVD i Blu-ray distribucija
Serija 24 distribuirana je diljem svijeta. Glumac Kiefer Sutherland pridonio je snažnoj potpori Foxa u ranim danima prikazivanja serije u Velikoj Britaniji. Gledanost serije u Velikoj Britaniji znatno se smanjilo nakon što je BBC izgubio prava na kanal Sky1 nakon druge sezone.
Izdavanje serije 24 na DVD-u imalo je snažan utjecaj na uspjeh televizijskih serija općenito u tom formatu. U intervjuu za IGN iz 2002. godine Sutherland je otkrio: "Uspjeh serije 24 u Velikoj Britaniji bio je fenomenalan. Bila je to najveća serija koju je BBC ikada imao. Njezino DVD izdanje bilo je ove godine najprodavanije upravo tamo, čime je prestignuta prodaja Gospodara prstenova što je do danas nezabilježen slučaj - da neka televizijska serija bude prodavanija od kino filma. A sve to dogodilo se zahvaljujući tome što su prikazivali seriju bez reklama." Prodaja prve sezone na DVD-u u SAD-u povećalo je gledanost druge sezone serije na televiziji za 25%.
Posebno DVD izdanje prve sezone objavljeno je 20. svibnja 2008. godine. Novi set uključuje sedam diskova od kojih prvih šest sadržavaju sve 24 epizode serije uz izbačene scene, audio komentare i 5 produljenih epizoda dok se sedmi disk sastoji isključivo od posebnih dodataka. Pakiranje je metalno.
Televizijski film 24: Iskupljenje izdan je na DVD-u za prvu regiju 25. studenog 2008., a za drugu 1. prosinca 2008. godine. DVD izdanje sadržava dvije verzije filma: televizijsko i produljeno s opcijom audio komentara, priloga o snimanju filma, prilogom o djeci u Africi, rekapitulaciju šeste sezone serije te prvih 17 minuta prve epizode sedme sezone.
Sedma sezona serije prva je koja je izdana na Blu-ray formatu. Osma sezona, koja je također izdana na Blu-ray formatu, simultano je objavljena s kompletnim serijalom na DVD izdanju.
Svih osam sezona i televizijski film 24: Iskupljenje također su dostupni za kupnju ili unajmljivanje na iTunes, Netflix, Amazon Video on Demand i Zune Marketplace.
Do danas u Hrvatskoj nije izdana niti jedna sezona serije.
| DVD izdanje | DVD izdanje     | Broj epizoda | Originalno emitiranje | Datum izdavanja    | Datum izdavanja     | Datum izdavanja    |
| DVD izdanje | DVD izdanje     | Broj epizoda | Originalno emitiranje | Regija 1           | Regija 2            | Regija 4           |
| ----------- | --------------- | ------------ | --------------------- | ------------------ | ------------------- | ------------------ |
|             | Prva sezona     | 24           | 2001. – 2002.         | 17. rujna 2002.    | 14. listopada 2002. | Prosinac 2002.     |
|             |                 |              |                       |                    |                     |                    |
|             | Druga sezona    | 24           | 2002. – 2003.         | 9. rujna 2003.     | 11. kolovoza 2003.  | Rujan 2003.        |
|             |                 |              |                       |                    |                     |                    |
|             | Treća sezona    | 24           | 2003. – 2004.         | 7. prosinca 2004.  | 9. kolovoza 2004.   | Rujan 2004.        |
|             |                 |              |                       |                    |                     |                    |
|             | Četvrta sezona  | 24           | 2005.                 | 6. prosinca 2005.  | 8. kolovoza 2005.   | Studeni 2005.      |
|             |                 |              |                       |                    |                     |                    |
|             | Peta sezona     | 24           | 2006.                 | 5. prosinca 2006.  | 6. studenog 2006.   | 6. prosinca 2006.  |
|             |                 |              |                       |                    |                     |                    |
|             | Šesta sezona    | 24           | 2007.                 | 4. prosinca 2007.  | 1. listopada 2007.  | 19. rujna 2007.    |
|             |                 |              |                       |                    |                     |                    |
|             | 24: Iskupljenje | 1 (dva sata) | 2008.                 | 25. studenog 2008. | 1. prosinca 2008.   | 11. veljače 2009.  |
|             |                 |              |                       |                    |                     |                    |
|             | Sedma sezona    | 24           | 2009.                 | 19. svibnja 2009.  | 19. listopada 2009. | 11. studenog 2009. |
|             |                 |              |                       |                    |                     |                    |
|             | Osma sezona     | 24           | 2010.                 | 14. prosinca 2010. | 8. studenog 2010.   | 1. prosinca 2010.  |

## Remake serije
U studenom 2011. godine objavljeno je da će indijski glumac Anil Kapoor raditi indijski remake serije 24. Anil Kapoor, koji je u osmoj sezoni serije glumio Predsjednika Omara Hassana, u indijskoj verziji će glumiti lik Jacka Bauera, a bit će i glavni producent same serije.

## Vanjske poveznice
- 24 u internetskoj bazi filmova IMDb-a